# Kleiner Ohrwurm

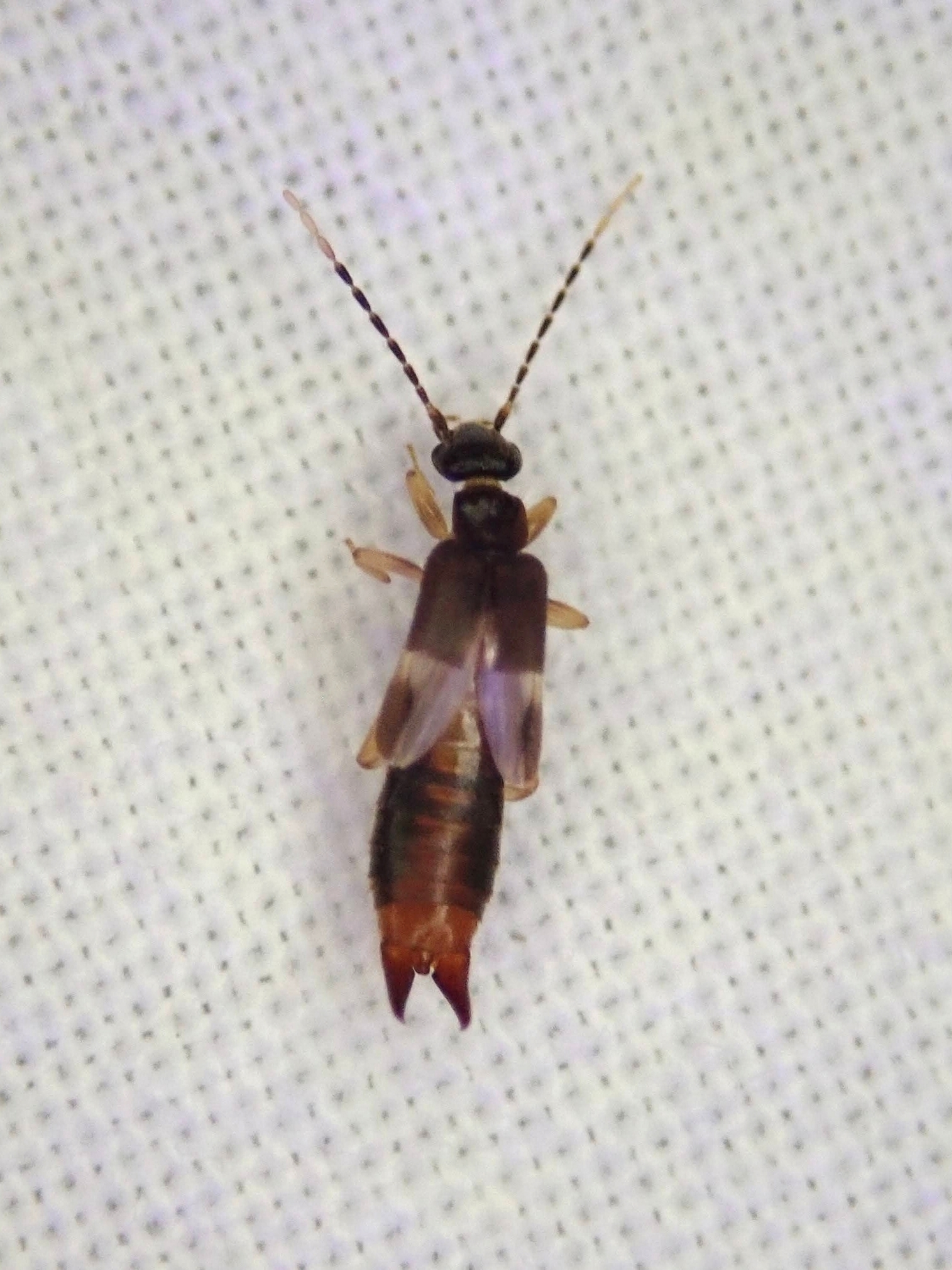
Weibchen

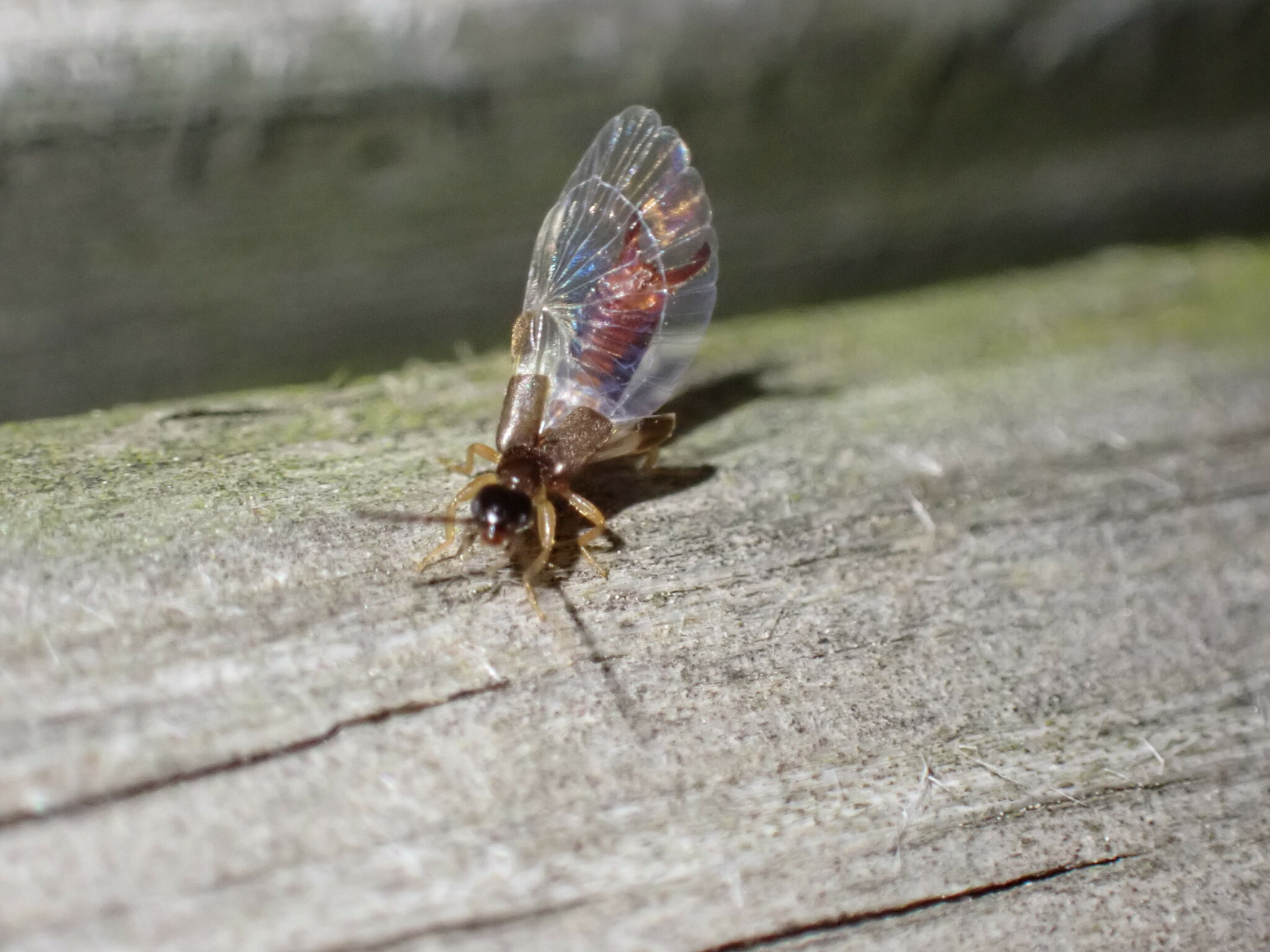
Ein Exemplar mit entfalteten Flügeln

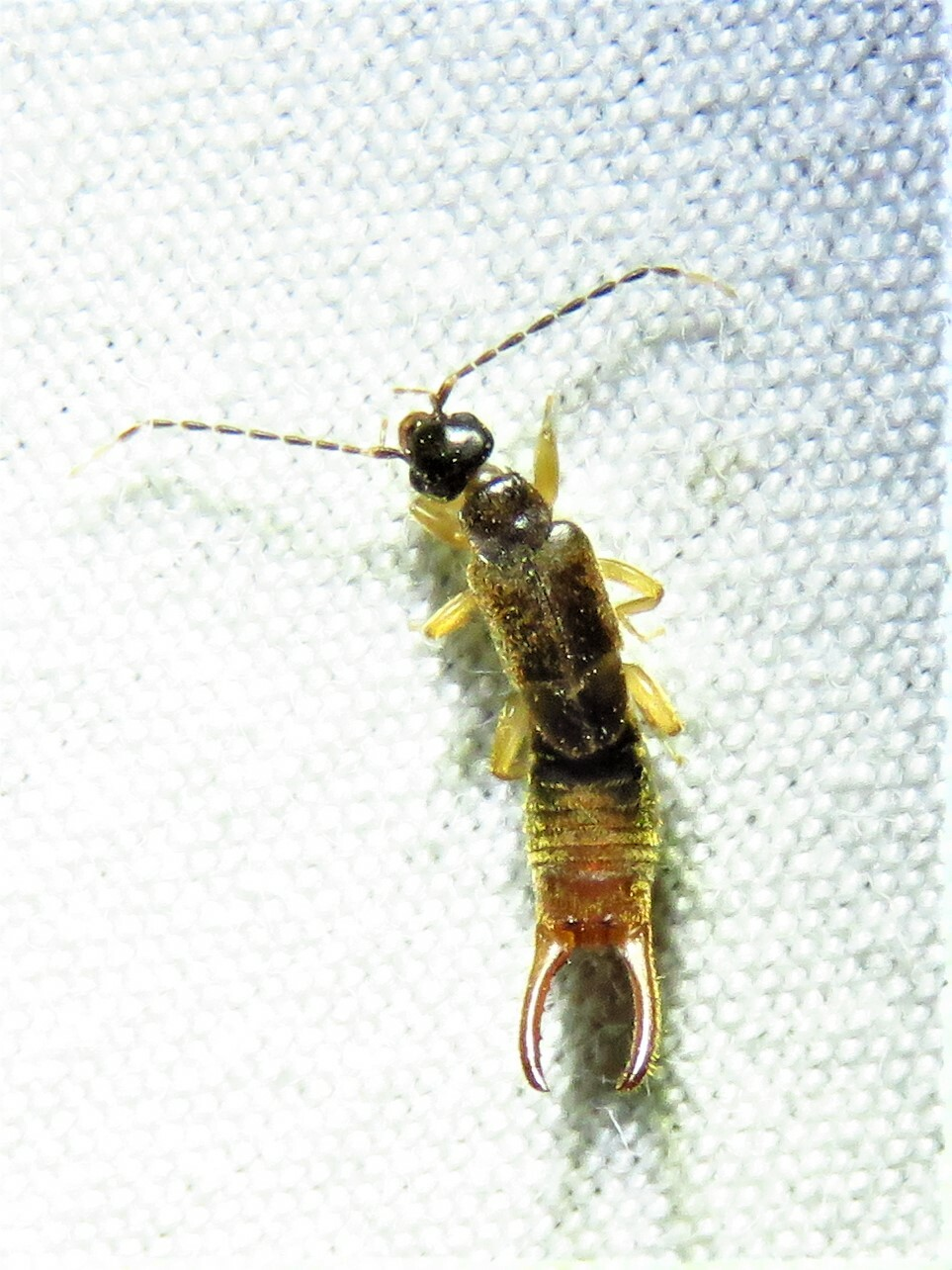
Männchen

Der Kleine Ohrwurm oder Zwerg-Ohrwurm (Labia minor; englisch lesser earwig oder small earwig) ist eine Art der zu den Insekten gehörenden Ohrwürmer. Er ist in Afrika, Europa, Nordamerika, Teilen Asiens und Australien verbreitet und bevorzugt in den kälteren Teilen seines Verbreitungsgebiets warme Standorte wie Komposthaufen.

## Merkmale
Einschließlich der Zangen erreicht der Kleine Ohrwurm Längen von 5–9 mm. Damit ist er etwa halb so groß wie der Gemeine Ohrwurm (Forficula auricularia). Kopf und Pronotum sind dunkelbraun bis schwärzlich gefärbt, die Elytren schokoladenbraun bis dunkelbraun. Unter ihnen ragen die zusammengefalteten Hinterflügel deutlich sichtbar hervor. Das Abdomen ist samtig hellbraun bis schokoladenbraun gefärbt. Der ganze Körper ist mit feinen gelben, Setae genannten Borstenhaaren bedeckt. Die Fühler bestehen aus 12 Gliedern, von denen die 2–4 Glieder an der Spitze weiß gefärbt sind. Die Zange der Männchen ist lang, leicht gebogen und besitzt an der Innenseite Zähnchen. Sie ist dunkel orange bis braun gefärbt. Die Zange der Weibchen ist kurz, gedrungen, dreieckiger und nur an der Spitze leicht nach innen gebogen. Die Beine sind einfarbig gelblich gefärbt. Die Zange hilft der Art bei der Entfaltung der Flügel zur Vorbereitung des Fluges. Die flugfähigen Tiere gehören zu den aktivsten Fliegern unter den europäischen Ohrwürmern und fliegen nachts auch künstliche Lichtquellen an.
Nymphen
Der Körper der Nymphen ist hellgelb bis hellbräunlich gefärbt, die Endglieder der Antennen sind meist weiß gefärbt. L1-Nymphen sind 2,5–2,8 mm lang, besitzen 8 Antennenglieder und sind weißlichgrau gefärbt, fast durchscheinend. Die Zange ist einfach gerade mit einzelnen großen, abstehenden Borsten. Der Kopf ist recht auffallend groß, die letzten drei Antennenglieder weiß. L2-Nymphen sind 4,1–4,2 mm lang, haben 10 Antennenglieder und sind graubräunlich bis hellbräunlich. Die Anlagen der Alae sind apikal gerundet und die letzten drei Antennenglieder weiß. L3-Nymphen sind 4,8–5 mm lang, besitzen 11 Antennenglieder und sind graubräunlich bis hellbräunlich. Die Anlagen der Alae sind hinten ausgebuchtet und die letzten 3–4 Antennenglieder weiß. L4-Nymphen sind 5,2–6,1 mm lang, besitzen 12 Antennenglieder und sind hellbraun. Die Anlagen der Alae sind fächerartig geädert.
Verwechslungsarten
In Europa sind Verwechslungen mit anderen Arten kaum möglich. Die Merkmalskombination aus hellen Fühlerspitzen, sichtbaren Hinterflügeln und der Form der Zange sind eindeutig. Weibchen mit abgebrochenen Zangen könnten mit geflügelten Individuen von Euborellia-Arten verwechselt werden, Euborellia annulipes besitzt jedoch geringelte Beine. In Nordamerika wird die Art häufig mit Euborellia cincticollis verwechselt. Diese Art hat jedoch deutlich mehr Fühlerglieder, von denen die mittleren weiß gefärbt ist, und unterscheidet sich in der Form der männlichen Zangen und geringfügig in Farbe und Musterung. Auch mit anderen Vertretern der Spongiphoridae kann es zu Verwechslungen kommen, wie mit Marava arachidis oder Vostox bruneipennis. In den Tropen ist die Bestimmung aufgrund zahlreicher Verwechslungsarten sehr schwierig. In Australien beispielsweise kommen die ähnlichen Gattungen Chaetospania und Paraspania vor.

## Ökologie
Der Kleine Ohrwurm ernährt sich von verrottendem Pflanzenmaterial und anderen Rückständen. In kühleren Klimazonen kommt er vor allem an warmen Orten vor, wie z. B. an Komposthaufen oder Misthaufen, wird aber auch in Feldern, Wiesen und Wäldern gefunden. Er wird am häufigsten beim Umsetzen des Komposts angetroffen, aber auch an Lichtfallen. Wie bei den meisten Ohrwürmern findet eine mütterliche Betreuung der Eier und Nachkommen statt, wobei die Mutter die Nymphen für ein bis zwei Wochen nach dem Schlüpfen füttert.
Da die ursprünglich tropische Art in Mitteleuropa vornehmlich in Strohmisthaufen lebt und diese durch Veränderungen in der Landwirtschaft zunehmend seltener werden, ist auch der Kleine Ohrwurm immer seltener zu finden. Deshalb steht er in der Roten Liste gefährdeter Arten in Deutschland mittlerweile in der Vorwarnliste (RL V). Die Art ist zwar weit verbreitet, doch die Anzahl der Fundorte ist niedrig.

## Verbreitung
Die Herkunft des Kleinen Ohrwurms ist unbekannt. Da die Art in ganz Afrika weit verbreitet ist und sich in gemäßigten Zonen vor allem an besonders warmen Stellen aufhält, wird ein Ursprung der Art in Afrika für möglich gehalten. Alle anderen Arten der Gattung Labia leben in Südostasien. Eine Herkunft aus dieser Region ist also auch möglich.
Das heutige Verbreitungsgebiet des Kleinen Ohrwurms umfasst neben Afrika nahezu ganz Europa, große Teile Nordamerikas, Westasien, Ostasien und Australien. In Mitteleuropa ist die Art spätestens seit dem 18. Jahrhundert zu finden, möglicherweise kommt sie aber auch natürlicherweise hier vor. Nach Australien und vermutlich auch nach Nordamerika wurde die Art eingeschleppt. Die erste Dokumentation aus den Vereinigten Staaten stammt aus dem Jahr 1838, aber die Art war möglicherweise schon lange vorher anwesend.
In Europa fehlt die Art im Norden Fennoskandinaviens, ist aber sonst beinahe überall zu finden, auch wenn die Vorkommen eher verstreut liegen und die Art nicht besonders häufig nachgewiesen wird. Weiter östlich kommt die Art ungefähr bis zum Ural und in den Iran vor. Auch von den Azoren, Kanaren und Madeira sind Vorkommen bekannt, ebenso in Nordwestafrika. In Skandinavien dringt die Art zusammen mit dem Gemeinen Ohrwurm von allen europäischen Ohrwurm-Arten am weitesten nach Norden vor.
In Nordamerika ist der Kleine Ohrwurm vor allem in der Osthälfte der Vereinigten Staaten weit verbreitet. Aber auch von der Westküste der USA, dem südlichen Kanada und dem nördlichsten Mexiko sind Vorkommen bekannt. Das Vorkommen erstreckt sich in British Columbia und Quebec weiter nach Norden als das jeder anderen Ohrwurmart mit Ausnahme des Gemeinen Ohrwurms (Forficula auricularia). Die Verbreitungsmuster ähneln also denen in Europa.
In Ostasien stammen die meisten Funde von der Koreanischen Halbinsel und Japan.
Der Kleine Ohrwurm wurde als Neozoon auch in Australien, auf den Galapagos-Inseln und auf den Philippinen eingeführt, ist hier jedoch nur selten zu finden. Die Art wird jedoch aufgrund ihrer geringen Größe wahrscheinlich häufig übersehen und ist möglicherweise weiter verbreitet als derzeit bekannt.
In Mitteleuropa findet sich die Art von der Ebene bis in 1500 m Höhe.

## Lebensweise
Die Art wird meisten zwischen März und Oktober gefunden, mit einem Höhepunkt im Juli. Meistens wird sie in Lichtfallen nachgewiesen und dabei meistens in der Abenddämmerung oder frühen Nacht. In ganzjährig warmen Habitaten, wie Strohmisthaufen, können Imagines und auch Nymphen sogar im Winter gefunden werden. Die saisonal unabhängige Nymphenentwicklung ist ein weiterer Hinweis für eine Herkunft außerhalb Europas.

## Taxonomie
Der Kleine Ohrwurm wurde erstmals von Carl von Linné in der 10. Ausgabe seiner Arbeit Systema Naturae im Jahre 1758 beschrieben und mit dem Namen Forficula minor benannt. Als William Elford Leach 1815 die Gattung Labia aufstellte, wurde Linnaeus’ Forficula minor zur Typusart dieser neuen Gattung und in Labia minor umbenannt. Synonyme sind Copiscelis minor Fieber, 1853, Forficesila minor Frivaldsky, 1867, Forficula livida (Gmelin, 1788), Forficula media (Marsh., 1802) und Labia minuta (Scudder, 1862).